# Frangula azorica
Espèce
Synonymes
- Rhamnus latifolia L'Hér.[1]

Statut de conservation UICN

 LC  : Préoccupation mineure
Frangula azorica, la Bourdaine des Açores,  est une espèce de plantes à fleurs de la famille des Rhamnaceae et du genre des Bourdaines. Elle est endémique de Macaronésie où on la trouve aux Açores et à Madère et où elle pousse dans la laurisylve. Son nom vernaculaire en portugais est sanguinho.